# Maburaho
Maburaho (まぶらほ?) es una novela ligera escrita por Toshihiko Tsukiji e ilustrada por Eiji Komatsu. Posteriormente fue adaptado a un manga por Miki Miyashita (encargada de los diseños). La serie anime fue producida por J.C.Staff y dirigida por Shinichiro Kimura, siendo estrenada por WOWOW el 14 de octubre de 2004.  Tanto el anime como el manga fueron licenciados para lengua inglesa por ADV Films desde el 2004.

## Personajes
Kazuki Shikimori (式森 和樹 Shikimori Kazuki?)
Voz por: Daisuke Sakaguchi
Es el protagonista de la historia, tiene 17 años y es estudiante de segundo año. Siempre está deprimido a causa de que sólo puede usar 8 veces su magia en toda su vida, debido a ello tampoco tiene amistades. Se revela que, aunque no lo parezca, es descendiente directo de los mejores magos del mundo, y si tiene un hijo, será el mago más poderoso del mundo. Desde ese momento es asediado por miles de chicas que desean tener entre sus familias la magia más poderosa.
Yūna Miyama (宮間 夕菜 Miyama Yūna?)
Voz por: Hitomi Nabatame
Es una estudiante de segundo año de intercambio. Es muy dulce, adorable, buena y protectora. Vive en el mismo dormitorio de Kazuki sin importarle que sea una residencial solo para hombres. Conoció a Kazuki hace mucho tiempo y él le prometió cumplirle su deseo antes de irse de su casa, el cual era poder ver nieve, así que Kazuki hizo nevar y después Yuuna le prometió que se convertiría en su esposa para protegerlo. Por eso, cada vez que Kazuki se encuentra en problemas, no duda en usar su magia para ayudarlo. A pesar de los sentimientos de Rin y Kuriko por Kazuki, Yuuna es la que más celosa se pone cuando alguna otra mujer está muy cerca de él. De hecho, es extraño no verla celosa en algún episodio.
Kuriko Kazetsubaki (風椿 玖里子 Kazetsubaki Kuriko?)
Voz por: Yuki Matsuoka
Es una estudiante de tercer año, y la más popular de la escuela. Su familia es una de las más poderosas en el mundo y ella es capaz de usar cientos de miles de veces su magia, ayudándose con pergaminos. Desde que se entera de los genes de Kazuki hace todo lo posible por obtenerlos para poder mantener el prestigio de su familia, aunque conforme va pasando el tiempo se va enamorando de Kazuki.
Rin Kamishiro (神城 凜 Kamishiro Rin?)
Voz por: Inokuchi Yuka
Es una estudiante de primer año, perteneciente al club de biología de la Academia, más joven que Kazuki, pero es muy triste y temperamental y no le importará quién esté en su camino mientras tenga su espada, la cual usa para invocar sus magias. Su familia le ordenó que obtuviera los genes de Kazuki, razón por la que ella lo rechaza al principio de la serie, aunque esto va cambiando durante el avance de la serie.

## Media

### Novela ligera
Escritas por Toshihiko Tsukiji e ilustrados por Eeji Komatsu. La novela fue publicada por la revista Gekkan Dragon y finalizó con 33 volúmenes.
El anime fue adaptado hasta el volumen "El volumen siendo un espíritu - parte 3".

#### Maburaho (largometraje, los cuatro volúmenes)
1. 〜ノー・ガール・ノー・クライ〜 ISBN 4-8291-1387-1
2. 〜アージ・オーヴァーキル〜 ISBN 4-8291-1528-9
3. 〜デソレイション・エンジェルス〜 ISBN 4-8291-1727-3
4. 〜ストレンジ・フェノメノン〜 ISBN 4-8291-1861-X

#### Maburaho（cuento）
1. 〜にんげんの巻〜 ISBN 4-8291-1397-9
2. 〜ゆうれいの巻・うえ〜 ISBN 4-8291-1419-3
3. 〜ゆうれいの巻・なか〜 ISBN 4-8291-1448-7
4. 〜ゆうれいの巻・した〜 ISBN 4-8291-1507-6
5. 〜ふっかつの巻・ひがし〜 ISBN 4-8291-1555-6
6. 〜ふっかつの巻・とうなん〜 ISBN 4-8291-1575-0
7. 〜ふっかつの巻・みなみ〜 ISBN 4-8291-1597-1
8. 〜ふっかつの巻・なんせい〜 ISBN 4-8291-1623-4
9. 〜ふっかつの巻・にし〜 ISBN 4-8291-1685-4
10. 〜ふっかつの巻・せいほく〜 ISBN 4-8291-1697-8
11. 〜ふっかつの巻・きた〜 ISBN 4-8291-1755-9
12. 〜ふっかつの巻・ほくとう〜 ISBN 4-8291-1808-3
13. 〜じょなんの巻・いち〜 ISBN 978-4-8291-1894-8
14. 〜じょなんの巻・に〜 ISBN 978-4-8291-1963-1
15. 〜じょなんの巻・さん〜 ISBN 978-4-8291-3280-7
16. 〜じょなんの巻・よん〜 ISBN 978-4-8291-3378-1
17. 〜じょなんの巻・ご〜 ISBN 978-4-8291-3436-8
18. 〜じょなんの巻・ろく〜 ISBN 978-4-8291-3504-4
19. 〜じょなんの巻・なな〜 ISBN 978-4-8291-3568-6
20. 〜じょなんの巻・はち〜 ISBN 978-4-8291-3615-7
21. 〜じょなんの巻・きゅう〜 ISBN 978-4-8291-3836-6
22. 〜じょなんの巻・じゅう〜 ISBN 978-4-04-070547-7 (final publicado en marzo de 2015)

#### Maburaho edición extra
1. 〜凜の巻〜 ISBN 978-4-8291-3255-5

#### Maburaho dama de arrollamiento (Gaiden los cinco volúmenes)
1. 〜メイドの巻〜 ISBN 4-8291-1470-3
2. 〜もっとメイドの巻〜 ISBN 4-8291-1650-1
3. 〜もっともっとメイドの巻〜 ISBN 4-8291-1835-0
4. 〜さらにメイドの巻〜 ISBN 978-4-8291-1912-9
5. 〜またまたメイドの巻〜 ISBN 978-4-8291-3323-1
6. 〜さいごのメイドの巻〜 ISBN 978-4-8291-3902-8

### Manga
Escrito por el autor original de la novela ligera e ilustrado por Miki Miyashita. Desde junio de 2003 se han publicado 2 volúmenes por la revista Gekkan Dragon Age.

### Anime
En  2003, una serie fue producida por J.C.Staff y fue estrenada en WOWOW. Consta de 24 episodios, iniciándose el 14 de octubre y finalizando el 6 de abril de 2004.
El 8 de marzo de 2004, ADV Films adquirió la licencia para su distribución en Estados Unidos, presentando el primer DVD el 19 de abril de 2005.